# Molnár Antal (zenetörténész)
Molnár Antal (Budapest, 1890. január 7. – Budapest, 1983. december 7.) zenetörténész, zeneszerző és zeneesztéta, brácsaművész.

## Élete
Dr. Molnár (Müller) Mór (1859–1934) ügyvéd, főkonzul és Frankel Malvin (1869–1944) gyermekeként született 1890-ben. A Zeneakadémián, Herzfeld Viktornál végezte tanulmányait. 1912–19 között a Székesfővárosi Felsőbb Zeneiskola tanára volt. 1910–13 között a Waldbauer–Kerpely-vonósnégyes, majd 1915-től 1917-ig a Hubay–Dohnányi–Kerpely-zongoranégyes brácsása. 1919-től a Zeneművészeti Főiskola zeneelmélet tanára volt. 
A magyar zenekultúra egyik legnagyobb műveltségű úttörője. A gyakorlati és elméleti zenében egyaránt fontos építő munkát végzett. Munkája a zeneirodalomnak majd minden területére kiterjed. Főként a zenetörténet etikai és szociológiai részét, valamint a módszertant helyezte új megvilágításba. Írt külföldi szaklapokba, komponált népdalfeldolgozásokat férfikarra. 1930-ban a Weltmusik- und Sangesbund bécsi kongresszusán az új magyar zenéről tartott előadást. Az 1930-ban Győző Andor kiadásában megjelent, Szabolcsi Bence és Tóth Aladár által szerkesztett Zenei lexikon munkatársa volt. 
1957-ben Kossuth-díjjal ismerték el munkásságát.

## Munkái
- Brahmsról; in: Nyugat, 1912/10.
- A zenetörténet szelleme; Franklin, Bp., 1914 (Olcsó könyvtár)
- Beethoven; Franklin, Bp., 1917 (Olcsó könyvtár)
- A hangviszonyok népszerű ismertetése; Rozsnyai, Bp., 1918
- Bach és Händel zenéjének lelki alapjai. Bevezető előadás hangversenyhez; Franklin, Bp., 1920 (Olcsó könyvtár)
- Az európai zene története 1750-ig; Franklin, Bp., 1920 (Kultúra és tudomány)
- Gyakorlókönyv a solfège tanítására; Rozsnyai, Bp., 1921
- Bartók. Két elégia elemzése; Pfeifer, Bp., 1923 (Zene-paedagógiai írások)
- Gyakorlókönyv példatár az összhangzattan tanításához. Elemzére szánt gyakorlatokkal és teljes leckegyűjteménnyel; Rozsnyai, Bp., 1923 (Az Országos M. Kir. Zeneművészeti Főiskola tananyaga)
- A zeneművészet könyve; Dante, Bp., 1923 (Műveltség)
- A zenetörténet szociológiája; Franklin, Bp., 1923 (Kultúra és tudomány)
- Wagner-breviárium. A mester írásai alapján szerk. Molnár Antal; Dante, Bp., 1924
- Az új zene. A zeneművészet legújabb irányainak ismertetése kultúretikai megvilágításban; Révai, Bp., 1926 (Új könyvek)
- Az új magyar zene. Előadás; Dante, Bp., 1926
- Zenepedagógiai kultúra. Segéd-tanulmány hangszertanítóknak, a zeneelmélet és szolfézs tanítóinak; Rozsnyai, Bp., 1926
- Bach. Magyar zenepolitika; Rózsavölgyi, Bp., 1927
- A zenei ritmus alapfogalmai. Elemi ritmika. Iskolai és magánhasználatra; Rozsnyai, Bp., 1927
- Beethoven a zenetudomány megvilágításában (1927)
- Bevezetés a zenekultúrába. A zeneművészet barátainak; Dante, Bp., 1928 (Műveltség)
- Jazzband; Dante, Bp., 1928
- Kánon-gyüjtemény l-III.; s.n., 1928, Bp.
- Bevezetés a mai muzsikába; szerzői, Bp., 1929
- Az egyházi zene története rövid áttekintésben; Egri Nyomda, Eger, 1929
- Fizika és muzsika; szerzői, Bp., 1929
- Zongoramuzsika története (1929 Zenei Szemle)
- Operaismertetők c. sorozatban Verdi Rigoletto-járól írt (1929)
- Csokonai és a műdal; Városi Nyomda, Debrecen, 1929
- Bartók zongoraversenyéről szóló elemzése a Universal Editon-nál jelent meg (1930)
- A gyermek és a zene; Somló Béla, Bp., 1933 (Népszerű zenefüzetek, 1.)
- A zenetörténet megvilágítása; szerzői, Bp., 1933
- A könnyűzene és társadalmi szerepe; Sárkány Nyomda, Bp., 1935 (Társadalompolitikai könyvtár)
- Zeneesztétika és szellemtudomány; szerzői, Bp., 1935
- Kodály Zoltán; Somló Béla, Bp., 1936 (Népszerű zenefüzetek, 4.)
- Liszt Ferenc alkotásai az esztétika tükrében; Somló, Bp., 1936
- Magyar-e a cigányzene?; szerzői, Bp., 1937
- A ma zenéje; Somló, Bp., 1937 (Népszerű zenefüzetek)
- Zeneesztétika; szerzői, Bp., 1938
- Mi a zene? Részlet a zeneesztétikából; Nemzeti Könyvkiadóvállalat, Debrecen, 1939
- Az óvodáskorú gyermek zenei nevelése; Rózsavölgyi, Bp., 1940
- Rövid népszerű zeneesztétika a nagyközönség számára; Széchenyi, Bp., 1940
- Összhangzattan mint melléktárgy iskolai és magánhasználatra az 1. akadémiai osztály tanulói számára; 2. jav. kiad.; Dante, Bp., 1943
- Kálmán Györggyel és Senn Irénnel zongoraiskolát adott ki
- Szabolcsi Bence és Tóth Aladár: Zenei lexikon (18-19. sz.-i zeneszerzők, előadóművészek; zeneelmélet, zeneesztétika; történeti és esztétikai összefoglalások)
- Népszerű zenefüzetek (1933-40)
- A zene és az élet; Dante, Bp., 1946; (Dante új könyvtár)
- Bartók művészete. Emlékezésekkel a művész életére; Rózsavölgyi, Bp., 1948
- Az új muzsika szelleme; Dante, Bp., 1948
- 1957-től Kis Zenei Könyvtár sorozat
- Johannes Brahms; Gondolat, Bp., 1959 (Kis zenei könyvtár)
- Repertórium a barokk zene történetéhez; Zeneműkiadó, Bp., 1959
- Írások a zenéről. Válogatott cikkek és tanulmányok; sajtó alá rend., jegyz. Bónis Ferenc; Zeneműkiadó, Bp., 1961 (Magyar zenetudomány)
- A zenéről. Népszerű előadások; Zeneműkiadó, Bp., 1963
- A német zene 1750-től napjainkig; Zeneműkiadó, Bp., 1964 (Bibliotheca musica)
- A Léner-vonósnégyes; Zeneműkiadó, Bp., 1968 (Nagy magyar előadóművészek)
- Zenéről mindenkinek. Zenei alapismeretek; s.n., Bp., 1968 (Minerva zsebkönyvek)
- A zeneszerző világa; bev., jegyz. Vitányi Iván, Tóth Margit; Gondolat, Bp., 1969
- Gyakorlati zeneesztétika; bev. Uifalussy József; Zeneműkiadó, Bp., 1971
- A halállátó. Boëthius, a nagyhírű római zenész és államférfi regényes önéletrajza a VI. századból. Latinból ford. Molnár Antal; Magvető, Bp., 1971
- Magamról, másokról; Gondolat, Bp., 1974
- Zenekultúra; Zeneműkiadó, Bp., 1975
- Eretnek gondolatok a muzsikáról; Gondolat, Bp., 1976
- A zene birodalmából; Gondolat, Bp., 1979
- Romantikus zeneszerzők; Magvető, Bp., 1980
- Eszmények, értékek, emlékek; sajtó alá rend. Bónis Ferenc; Zeneműkiadó, Bp., 1981
- Boëthius boldog fiatalsága. Demény János válogatása Molnár Antal leveleiből és írásaiból; szerk. Demény János; Magvető, Bp., 1989
- Brahms; szerk. Varga Péter; Palatinus, Bp., 1997
- A zeneesztétika feladata. Molnár Antal válogatott írásai; előszó Demeter Tamás, utóhang Windhager Ákos; MMA, Bp., 2022 (Kor – kultúra – kapcsolódás)